# Claude Auchinleck
Feltmarskal Sir Claude John Eyre Auchinleck, GCB, GCIE, CSI, DSO, OBE (født 21. juni 1884, død 23. marts 1981), med tilnavnet The Auk ("alken"), var en britisk hærfører under 2. Verdenskrig. Han var karrieresoldat, som tilbragte det meste af sin tid i militæret i Indien, hvor han udviklede kærlighed til landet og en vedvarende hengivenhed for de soldater, som gjorde tjeneste under ham.

## Tidlige år og karriere
Auchinleck familien var skotter fra Nordirland fra County Fermanagh, hvor de havde bosat sig i det 17. århundrede. Claude Auchinleck blev født i Aldershot som søn af oberst John og Mary Auchinleck, mens hans fars regiment var stationeret der. Hans far døde i 1892, da han var 8 år gammel, og Auchinleck voksede op i relativ fattigdom, men det lykkedes ham ved hårdt arbejde og stipendier at tage eksamen fra Wellington College og Royal Military Academy i Sandhurst.
Auchinleck ansøgte om at komme til den indiske hær, og efter i 1903 at have opnået et tilfredsstillende resultat ved adgangseksamen indtrådte han i 1904 i det 62. Punjab regiment. Han lærte hurtigt at tale punjabi, og da han kunne tale flydende med sine indiske soldater, lærte han en masse om lokale dialekter og sædvaner. Dette kendskab gav anledning til gensidig respekt, som blev forstærket af hans personlighed.
Under 1. Verdenskrig gjorde han tjeneste i Mellemøsten i Ægypten, Palæstina og Mesopotamien. Auchinlecks division den sidste af fire, som den indiske regering stillede til rådighed, og mens den var på vej til Frankrig, blev den omdirigeret til at forsvare Suez kanalen mod et muligt tyrkisk angreb. Da angrebet kom i februar 1915, forhindrede Auchinlecks regiment tyrkerne i at overskride kanalen, og han anførte et modangreb, som besejrede dem. Tyrkerne overgav sig efterfølgende.
Den 6. indiske division, hvoraf 62. Punjab var en del, blev landsat i Basra den 31. december 1915 under felttoget i Mesopotamien. I starten af 1916 blev Auchinleck forfremmet til fungerende major og gjort til næstkommanderende i regimentet. Nord for Basra kom 62. Punjab i hård kamp under forfærdelige forhold: det var koldt, regnfuldt og mudret, og et beslutsomt tyrkisk forsvar reducerede regimentet til 247 mand, og Auchinleck overtog midlertidigt kommandoen, da hans regimentskommandant var såret. Yderligere hårde kampe fulgte, hvor den tyrkiske hær tvang briterne til at trække sig tilbage, og den endelige sejr var hårdt tilkæmpet. Auchinleck blev omtalt i depecher og fik tildelt Distinguished Service Order i 1917 for sin indsats i Mesopotamien.
Auchinleck drog en række praktiske erfaringer fra sine erfaringer i Mesopotamien. For det første at soldaternes helbred og velbefindende er kritisk for en hærs effektivitet, og han blev overbevist om behovet for tilstrækkelig hvile, hygiejne, god forplejning og en ordentlig sundhedstjeneste for tropperne. Dernæst havde han indset det håbløse i dårligt forberedte angreb mod velbevæbnede styrker i velforberedte stillinger, og dette var årsagen til, at han senere tøvede med at indlede forhastede fremstød, som hans politiske og militære chefer ville have ham til at foretage.
I mellemkrigsårene gjorde Auchinleck tjeneste i Indien. Han var både studerende og instruktør ved Command and Staff College i Quetta og besøgte også Imperial Defence College. I 1929 blev han udpeget til at lede sit regiment, som ved reorganiseringen af den britiske hær i Indien i 1923 var blevet til 1. bataljon af 1. Punjab Regiment. I 1933 overtog han kommandoen over Peshawar Brigaden, som var i indsats ved pacificeringen af de omkringliggende stammeområder. En alvorlig operation i Mohmand området førte i 1935 til den første brug af kampvogne i Indien. Auchinleck blev omtalt i dagsbefalinger og fik tildelt CSI og CB for sin fine håndtering af operationen.
I 1938 blev generalmajor Auchinleck udpeget til formand for en komite, der skulle overveje modernisering, sammensætning og genudrustning af den britiske hær i Indien. Komiteens anbefalinger dannede grundlag for Chatfield rapporten i 1939, som skitserede udviklingen af den indiske hær, som voksede fra 183.000 mand i 1939 til 2.250.000 ved slutningen af 2. verdenskrig.

## 2. Verdenskrig

### Norge
Ved krigens udbrud blev Auchinleck udpeget til at lede 3. indiske infanteridivision, men i januar blev han kaldt til Storbritannien for at lede 4. Korps, hvilket var den eneste gang, et rent britisk korps blev ledet af en officer fra den indiske hær.  I maj 1940 overtog Auchinleck kommandoen over de fransk-britiske tropper i Norge, en militæroperation, som var dømt til at mislykkes. Efter Norges fald var han i juli 1940 chef for 5. korps inden han blev øverstkommanderende for Southern Command, hvor han havde et problematisk forhold til sin underordnede Bernard Montgomery, den nye leder af 5. korps. Montgomery skrev senere
| Citat | "I 5. korps gjorde jeg først tjeneste under Auchinleck.....jeg kan ikke huske, at vi nogensinde var enige om noget" | Citat |
|       | |       |

 I december 1941 blev Auchinleck kaldt tilbage til Indien for at blive øverstkommanderende for den indiske hær.

### Indien 1941-42
Da den store britiske luftbase ved Habbaniya i april 1941 blev truet af den nye akse-venlige regering under Rashid Ali, tøvede general Archibald Wavell, den øverstkommanderende i Mellemøsten med at gribe ind trods kraftige opfordringer fra Winston Churchill. Wavell havde rigeligt at se til i Nordafrika og Grækenland. Auchinleck derimod handlede hurtigt og sendte en bataljon af King's Own Royal Regiment ad luftvejen til Habbaniya, samtidig med at 10. indiske infanteridivision blev sendt med skib til Basra. London tvang Wavell til at sende Habforce, en undsætningsstyrke fra Palæstina, men da den ankom den 18. maj, var den britisk-irakiske krig så godt som overstået.

### Nordafrika
Efter at de allierede og aksemagternes styrker var rykket frem og tilbage i Nordafrika, blev Auchinleck udpeget til at efterfølge Sir Archibald Wavell som øverstkommanderende i Mellemøsten i juli 1941. Wavell overtog Auchinlecks post som øverstkommanderende for den indiske hær, så de byttede altså job.
Som øverstkommanderende i Mellemøsten havde general Auchinleck base i Cairo med ansvar for såvel Nordafrika som Persien og Mellemøsten. Den britiske 8. arme, der stod overfor det tyske Afrika Korps og den italienske hær, var under kommando af generalløjtnant Sir Alan Cunningham og senere Neil Ritchie. Den første større offensiv, som den 8. arme indledte, efter at Auchinleck var blevet udpeget, Operation Crusader i november 1941 resulterede i, at en stor del af de britiske kampvogne blev ødelagt – og det samme blev Cunningham. Auchinleck lod Cunningham afløse og beordrede slaget fortsat. Trods store tab drev den 8. arme aksestyrkerne tilbage til El Agheila. Auchinleck udpegede herefter Ritchie til at lede 8. arme, mens Auchinleck selv vendte tilbage for at styre den overordnede strategiske ledelse af det mellemøstlige kampområde. Han fortsatte dog med at blande sig i Ritchies operationelle forhold.
Det lader til, at Auchinleck troede at fjenden var blevet besejret. Den 12. januar 1942 skrev han, at aksestyrkerne "begyndte at føle presset" og var "hårdt pressede". Faktum var imidlertid, at Afrika Korpset havde modtaget forstærkninger, og nogle få dage efter Auchinlecks optimistiske vurdering angreb det og spredte de spredte og svækkede britiske styrker, som blev drevet tilbage til Gazala stillingen ved Tobruk. Den britiske chef for imperiegeneralstaben, Alan Brooke, var tvunget til at skrive i sin dagbog, at det skyldtes "intet mindre end dårlig ledelse fra Auchinlecks side". Erwin Rommels angreb i slaget ved Gazala den 25. maj 1942 resulterede i et betydeligt nederlag for briterne. Igen var Auchinlecks opfattelse af situationen fejlagtig (Auchinleck havde troet, at aksestyrkerne ville angribe centrum i den britiske linje, mens Rommels angreb ramte briterne i flanken fra syd). 8. arme trak sig tilbage til Ægypten, og Tobruk faldt den 21. juni.
Auchinleck trådte igen ind og tog selv kommandoen over 8. arme efter at have mistet tilliden til Ritchies evne til at styre og dirigere sine styrker. Auchinleck opgav Ritches plan om at stå fast ved Mersa Matruh, og besluttede kun at kæmpe henholdende der, mens han trak sig tilbage til den lettere forsvarede stilling ved el-Alamein. Her skræddersyede Auchinleck et forsvar, som drog fordel af terrænet og de friske tropper, han havde til rådighed og stoppede de udmattede tyske og italienske troppers fremrykning i det Første slag om el-Alamein. Da han havde en betydelig overlegenhed i materiel og tropper i forhold til de svage tysk/italienske styrker, organiserede han en række modangreb. Dårlig planlægning og koordination førte til, at der ikke kom meget ud af disse angreb.
"The Auk", som han var kendt, udpegede en række overordnede officerer, som viste sig ikke at kunne klare deres opgaver, og kommandoforholdene var ofte kendetegnet af bitre personlige sammenstød. Auchinleck tilhørte den indiske hær og fik kritik for tilsyneladende at have for lidt direkte erfaring eller forståelse af, hvordan britiske tropper og tropper fra dominionlandene fungerede. Hans kontroversielle stabschef, generalmajor Dorman-Smith, blev mødt med betydelig mistro af mange af de højtstående officerer i 8. arme. I juli 1942 havde dominionlandenes militære chefer mistet tiltroen til Auchinleck, og forholdet til de britiske, militære chefer var anstrengt.
Ligesom sin modstander Rommel (og sin forgænger Wavell og efterfølger Montgomery) var Auchinleck udsat for en konstant politisk indblanding og måtte udstå en spærreild af skolemesteragtige telegrammer og instrukser fra premierminister Churchill fra slutningen af 1941 og gennem foråret og sommeren 1942. Churchill ville hele tiden have Auchinleck til at indlede en offensiv og var (forståeligt nok) nedslået over de militære nederlag i Ægypten og Libyen. Churchill var desperat efter at få en eller anden form for britisk sejr inden de planlagde allierede invasioner i Nordafrika, Operation Torch, der var planlagt til november 1942. Han plagede Auchinleck straks efter, at 8. Arme havde så godt som udmarvet sig selv efter det første slag om el-Alamein. Churchill og chefen for imperiegeneralstaben, Alan Brooke, fløj til Cairo i starten af august 1942, for at mødes med Auchinleck, men det står nu klart, at Churchill og Brooke allerede havde mistet tiltroen til Auchinleck.
Han blev erstattet som øverstkommanderende i Mellemøsten med general Harold Alexander (senere feltmarskal Earl Alexander of Tunis) og som øverstkommanderende for 8. Arme af generalløjtnant William Gott, som dog blev dræbt i Ægypten, inden han kunne overtage kommandoen. Efter Gotts død overtog generalløjtnant (senere feltmarskal Viscount) Bernard Montgomery ledelsen af 8. arme. Auchinlecks rygte (sammen med mange andre officerers) led efterfølgende i hænderne på Montgomery og andre.

### Indien
Churchill tilbød Auchinleck kommandoen over den nyformerede Persien og Irak kommando (dette var blevet trukket ud af Alexanders kommando), men Auchinleck afviste denne post, måske fordi 10. arme, som på daværende tidspunkt udgjorde hovedparten af tropperne, var under kommando af hans ven fra den indiske hær og kollega generalløjtnant Sir Edward Quinan. Han udtrykte sine begrundelser på en mere pragmatisk måde, at det nye arrangement ikke ville fungere i praksis, og sendte dem i et brev til Brooke dateret 14. august 1942. Posten gik i stedet til general Sir Henry Maitland Wilson. I stedet vendte han tilbage til Indien, hvor han "gik arbejdsløs" i næsten et år, inden han i 1943 igen blev udpeget til øverstkommanderende for den indiske hær,, efter at general Wavell i mellemtiden var blevet udpeget til vicekonge. Øverstkommanderende i Indien var blevet et job i bagområdet, da gennemførelsen af felttoget i Burma var under den øverstkommanderende admiral Louis Mountbattens ansvarsområde. Alligevel spillede Auchinleck en vigtig rolle og gjorde forsyningen af 14. arme, som formentlig havde de værste forsyningslinjer af alle i krigen, til sin første prioritet.. Som William Slim, lederen af 14. Arme senere skrev:
| Citat | "Det var en god dag for os, da han [Auchinleck] overtog kommandoen i Indien, vor hovedbase, rekrutteringsområde og træningsplads. Den 14. arme skyldte fra sin fødsel og til den endelige sejr ham meget for hans uselviske støtte og aldrig svigtende forståelse. Uden ham, og hvad han og den indiske hær gjorde for os, kunne vi ikke have overlevet eller vundet" | Citat |
|       | |       |

Auchinleck fortsatte på posten efter krigens slutning og blev forfremmet til feltmarskal i juni 1946.

## Efter krigen
Megbet imod sin egen overbevisning hjalp Auchinleck med til at forberede de fremtidige indiske og pakistanske hære inden delingen, som var planlagt til august 1947. I november 1945 blev Auchinleck tvunget til at omgøre dommene om livsvarig deportation af tre officerer fra den indiske nationalarmé som følge af voksende uro i den indiske befolkning og indenfor den britiske arme i Indien. I 1946 blev han forfremmet til feltmarskal, men han afviste at blive adlet for ikke at blive knyttet sammen med en politik (dvs. deling), som han fandt grundlæggende vanærende. Efter at være blevet kraftigt uenig med Lord Mountbatten, den sidste vicekonge i Indien, trak han sig tilbage som øverstkommanderende i 1947. I 1948 vendte Sir Claude tilbage til Storbritannien, efter at hans kone havde forladt ham til fordel for Air Chief Marshal Sir Richard Peirse i 1946.
Selv om han havde en noget dyster karakter, var han kendt som en generøs og indbydende vært. Selv om han var general i længere tid end de fleste, var han aldrig opblæst og hadede ethvert udtryk for hengivenhed. Frem for alt var han en soldat med den højeste grad af integritet, hvis ry, i modsætning til mange andre allierede officerer, er vokset som tiden er gået. Som pensionist flyttede Sir Claude til Marrakesh, hvor han boede stille i en beskeden lejlighed i mange år. Han drak sin morgenkaffe i La Rennaisance Café i den nye del af byen, hvor han var kendt som le marechal. Han blev ven med og hjulpet af korporal Malcolm James Millward, en tjenestegørende soldat i the Queen's Regiment i 3½ år indtil Sir Claude døde den 23. marts 1981 i en alder af 96 år.
En erindringsplade blev ophængt i krypten under St Paul's Cathedral. Turguiderne fortæller om, hvordan der i 1979, da der blev hængt mindeplader op for andre store ledere i 2. verdenskrig, ikke havde været noget fra myndighederne, der ikke havde været i kontakt med ham i flere år. Embedsmænd fra katedralen ringede for at høre, hvornår han var død, men fik følgende besked: "Det er Auchinleck her, men jeg skal ikke lade jer vente ret meget længere!" 

## Karriere i hæren, opsummering
- Udnævnt til officer for 62. Punjab regiment, Indien, 1904
- Forfremmet til kaptajn, 1912
- Forfremmet til fungerende major, næstkommanderende 62. Punjab Regiment, 1916
- Fungerende oberst-løjtnant, midlertidig chef for 62. Punjab Regiment, 1917
- Forfremmet i majo, GSO2 Mesopotamien, 1918
- Midlertidig oberstløjtnant, GSO1 Mesopotamien, 1919
- Midlertidig oberstløjtnant, Kurdistan, 1919
- Viceassisterende general-kvartermester, Indien 1923 – 1924
- Imperial Defence College, 1927
- Chef for 1. bataljon af 1. Punjab Regiment, 1929 – 1930
- Forfremmet til oberst, 1930
- Instruktør ved Command and Staff College, Quetta, Indien, 1930 – 1933
- Æresoberst ved 1. bataljon af 1. Punjab Regiment, 1933
- Midlertidig brigadegeneral, kommandant for Peshawar Brigaden, 1933 – 1936
- Forfremmet til generalmajor, 1935
- Vicegeneralstabschef, Indien, 1936 – 1938
- Formand for ekspertkomite om forsvar af Indien, 1938
- Distrikts officer med kommandoen over Meerut Distriktet, Indien , 1938 – 1940
- Æresoberst for 1. bataljon 4. Bombay Grenaderer, 1939
- Chef for 4. Korps, 1940
- Forfremmet til generalløjtnant, 1940
- Kommanderende general, Nordnorge, 1940
- Kommanderende general 5. Korps, 1940
- Kommanderende general Southern Command, 1940
- Øverstkommanderende i Indien, forfremmet til general, 1941
- Æresoberst for Inniskilling Fusiliers, 1941
- Øverstkommanderende i Mellemøsten, 1941 – 1942
- Aide-de-Camp General for kongen, 1941 – 1946
- Midlertidig kommanderende general 8. Arme, 1942
- Øverstkommanderende i Indien, 1943 – 1947
- Æresoberst 4. Bombay Grenaderer, 1944
- Forfremmet til Feltmarskal, 1946
- Øverstkommanderende i Indien & Pakistan, 1947
- Pensioneret 1947

## Fodnoter
1. ↑  Keegan (ed), John; Philip Warner (1991). Churchill's Generals. London: Cassell Military. s. p131. ISBN 0-304-36712-5. {{cite book}}: |last= har et generisk navn (hjælp); |pages= har ekstra tekst (hjælp)
2. ↑  Andre kilder, herunder Dictionary of Ulster Biography Arkiveret 6. juli 2007 hos  Wayback Machine, anfører at Auchinleck blev født i County Fermanagh, Ulster
3. ↑  "Ulster Scot Newsletter: Famous Ulster Generals". Arkiveret fra originalen 6. oktober 2008. Hentet 22. december 2008.
4. ↑  Keegan (ed), John; Philip Warner (1991). Churchill's Generals. London: Cassell Military. s. 131-132. ISBN 0-304-36712-5. {{cite book}}: |last= har et generisk navn (hjælp)
5. ↑  Mackenzie, Compton (1951). Eastern Epic. Chatto & Windus, London. s. 1-3.
6. 1 2  Mead, p.52
7. ↑  Montgomery, Bernard Memoirs of a Field Marshal, p.71
8. ↑  Mead, p.53
9. ↑  Stewart.A, The Early Battle of Eighth Army: crusader to the Alamein Line 1941-1942, p.46
10. 1 2  Alanbrooke Diaries, 30. januar 1942
11. ↑  Barr.N, Pendulum of War: The Three Battles of Alamein, pp.83-184
12. ↑  Alanbrooke skriver i en fodnote i sit dagbogsblad for 30. januar: "Auchinleck havde, efter min mening, de fleste af de kvalifikationer, der skulle til for gøre ham til en af de dygtigste militære ledere, men desværre manglede han den vigtigste: evnen til at vælge sine underordnede. Valget af Corbett som stabschef, Dorman-Smith som chefrådgiver og Shearer som leder af hans efterretningsvæsen bidrog mest af alt til hans fald."
13. ↑  London Gazette: (Supplement)  no. 38177, pages 398–400, 15. januar 1948.
14. ↑  London Gazette: no. 36133, page 3653, 1943-08-13.
15. 1 2  Mead, p.57
16. ↑  Slim, Defeat into Victory, p.176
17. ↑   Kilde: Richard Palmer fra St Paul's cathedral.